# Wehrpflicht

Weltkarte der Armeeformen:
keine (eigenen) Streitkräfte
(de facto) keine Wehrpflicht (Berufsarmee / ausgesetzt / Bedarf trotz Wehrpflicht durch Freiwillige gedeckt)
selektive Wehrpflicht existiert, weniger als 20 % der Verpflichteten werden tatsächlich eingezogen
allgemeine Wehrpflicht
keine Angaben

Die Wehrpflicht ist die Pflicht eines Staatsbürgers, für einen gewissen Zeitraum in den Streitkräften oder einer anderen Wehrformation (zum Beispiel im Bereich der Polizei oder des Katastrophenschutzes) seines Landes zu dienen. Ob und für wen eine Wehrpflicht besteht, ist in verschiedenen Ländern unterschiedlich geregelt. Es kann einerseits zwischen einer allgemeinen Wehrpflicht, auch wenn sich die Wehrpflicht mit wenigen Ausnahmen wie Israel und teilweise China nur auf die männliche Bevölkerung erstreckt, oder einer selektiven Wehrpflicht unterschieden werden, wenn nur ein Teil der Bevölkerung wie eine bestimmte Anzahl der Bürger (z. B. 20 % der Wehrfähigen) oder bestimmte Bildungs- und Berufsgruppen zum Dienst herangezogen werden, wie dies in Norwegen und Schweden der Fall ist.

## Geschichte
Heere, die aufgrund einer allgemeinen Aushebung aller wehrfähigen Männer aufgestellt wurden, gab es in der Geschichte immer wieder, etwa das Heer der römischen Republik oder Bürgergarden in Städten. Auch im Antiken Griechenland waren Wehrpflichtsysteme, wo alle „freien Männer“ verpflichtet waren, im Kriegsfall für ihre Polis zu kämpfen, sehr üblich. Oft war der Militärdienst an den Anspruch auf politische Rechte gekoppelt.
Im Mittelalter gab es in einigen Städten eine Art Wehrpflicht. Männer, die in den Städten lebten, waren im Falle eines Angriffs verpflichtet, diese mit zu verteidigen. Auch Preußen befand sich mit dem Kantonssystem im 18. Jahrhundert auf dem Weg zu einer Wehrpflichtigenarmee. Allgemein waren nach dem Zerfall des Lehnswesens des Mittelalters von der frühen Neuzeit bis zum Ende des 18. Jahrhunderts jedoch Söldnerheere die Regel, die wenig ideologische oder nationalitätsbedingte Verbindung zu ihren Dienstherren hatten.
In Schweden führte König Gustav II. Adolf um 1630 (während des Dreißigjährigen Krieges) eine (selektive) Wehrpflicht ein, indem er Männer bestimmter Berufsgruppen vom Wehrdienst freistellte, Männer rekrutierte, die „starkgliedrig und, soweit festgestellt werden kann, tapfer waren – im Alter von 18 bis 30 Jahren“. Diese wurden aus der Staatskasse ausgerüstet und bezahlt.
Das Frankreich der Französischen Revolution war der erste europäische Staat, der seine Armee mit der Levée en masse 1793 fast ausschließlich aufgrund einer allgemeinen Wehrpflicht organisierte. Daneben gab es auch Freiwillige.
Im neunzehnten Jahrhundert, unter anderem weil die Waffenherstellung wegen der Industrialisierung so produktiv geworden war, dass man Massenheere mit Gewehren ausrüsten konnte, wurde nach und nach in zahlreichen Nationen die Wehrpflicht eingeführt. In vielen Staaten betrug die Militärdienstzeit mehrere Jahre; anschließend waren die ehemaligen Soldaten oft noch viele Jahre lang Reservisten, die im Kriegsfall wieder eingezogen werden konnten.
Im 1871 gegründeten deutschen Kaiserreich wurde die Wehrpflicht in der Verfassung festgelegt. In der Habsburgermonarchie wurde die Wehrpflicht 1868 in die Verfassung übernommen und löste das bis dahin übliche selektive Rekrutierungssystem ab, wo es für viele Schichten Ausnahmen gab. Das System der allgemeinen Wehrpflicht, von der es kaum Befreiungen gab, führte auch dazu, dass der Militärdienst von großen Teilen der Gesellschaft ideologische Bedeutungen zugeschrieben bekam und das Militär als Institution gesehen wurde, um Patriotismus und staatsbürgerliche Erziehung zu verbreiten.
Im Russischen Kaiserreich wurde die allgemeine Wehrpflicht per Gesetz vom 13. Januar 1874 eingeführt.
Der Erste und der Zweite Weltkrieg sowie zahlreiche weitere größere Kriege wie etwa der Vietnamkrieg wurden großteils mit Wehrpflichtigen geführt; der Einsatz Wehrpflichtiger im Ausland war damals noch in vielen Staaten gang und gäbe. Im Kalten Krieg griffen ebenfalls die Staaten beider Seiten auf die Wehrpflicht zurück, um ausreichend Soldaten zu rekrutieren. Üblich waren Dienstpflichtzeiten von mehreren Jahren. Ab den 1970er Jahren wurde nach und nach in vielen europäischen Staaten die Möglichkeit geschaffen, statt des Militärdienstes einen Militärersatzdienst, welcher oft deutlich länger dauerte, zu leisten. Zu Beginn war es eher die Ausnahme, dass Männer sich dafür entschieden, dieser war mit gesellschaftlicher Stigmatisierung verbunden und setzte oft eine Gewissensprüfung voraus, in der man glaubhaft darlegen musste, wieso man aus Gewissensgründen keinen Militärdienst leisten kann. Mit der Zeit wandelte es sich jedoch, die Gewissensprüfungen wurden in vielen Staaten abgeschafft, sodass man faktisch frei wählen konnte, und die gesellschaftliche Haltung sich auch entsprechend veränderte. Dies hatte auch zur Folge, dass oft annähernd so viele – oder teilweise sogar mehr – Männer den Ersatzdienst leisteten als den Militärdienst und nicht wie ursprünglich vorgesehen der Ersatzdienst lediglich eine Ausnahme darstellte.
Der Einsatz von Wehrpflichtigen in ausländischen Konflikten geriet, vor allem im Zuge des Vietnamkrieges, in der westlichen Welt mehr und mehr in Verruf, sodass viele Staaten damit aufhörten, Wehrpflichtige gegen ihren Willen im Ausland einzusetzen.
Seit dem Ende des Kalten Krieges und dem damit einhergehenden Verzicht auf Massenarmeen haben immer mehr Länder die Wehrpflichtdauer nach und nach deutlich verkürzt und schließlich ihre Armeen von Wehrpflichtarmeen auf Freiwilligen- und Berufsarmeen umgestellt. Dieser Trend ist bis heute ungebrochen. 2010 hatten 24 der 28 NATO-Staaten eine Berufsarmee. Von den bedeutenden Militärmächten innerhalb der NATO hält nur noch die Türkei an der Wehrpflicht fest (Deutschland siehe unten). Oft wird argumentiert, dass mitten in der NATO weniger die direkte Landesverteidigung, sondern primär Auslandseinsätze wichtig sind und dafür Wehrpflichtige ungeeignet sind.
In Europa halten nur noch Österreich, die Schweiz, Griechenland, die Türkei, die skandinavischen Staaten sowie die Nachfolgestaaten der Sowjetunion an der Wehrpflicht fest. Jene Staaten, wo die Wehrpflicht ausgesetzt wurde, behalten sich aber großteils in der Verfassung das Recht vor, selbige im Kriegsfall wieder zu aktivieren. Ob sich diese im Kriegsfall schnell genug reaktivieren lässt, ist jedoch insbesondere, weil in vielen Staaten die Infrastruktur für eine große Anzahl von Soldaten nicht mehr vorhanden ist und weil der Umgang mit modernen Waffen nicht in wenigen Monaten erlernt werden kann, umstritten.
Insgesamt haben die weitaus meisten Länder der sogenannten Ersten Welt inzwischen auf die Wehrpflicht verzichtet oder sind auf dem Weg dahin, diese abzuschaffen, indem sie die Wehrdienstdauer immer weiter reduzieren und vermehrt darauf setzen, Zeitsoldaten mittels Verträgen zu rekrutieren.
Am stärksten verbreitet ist die Wehrpflicht noch in sehr autoritären Staaten sowie in Staaten, die mit Nachbarstaaten verfeindet sind oder zu diesen ein angespanntes Verhältnis haben. Außerdem halten oft neutrale Staaten eher an der Wehrpflicht fest als Mitgliedsstaaten von Militärbündnissen, beispielsweise besteht diese in Österreich oder der Schweiz noch – beide keine NATO-Mitglieder. Grund hierfür ist, dass militärisch neutrale Staaten in weniger Auslandseinsätze involviert sind und sich stärker auf die nationale Verteidigung fokussieren, bei der sie im Kriegsfall keinen völkerrechtlichen Anspruch auf direkte militärische Unterstützung anderer Staaten haben. Während bei Auslandseinsätzen eher Berufssoldaten eingesetzt würden, würden bei der militärischen Landesverteidigung eine große Anzahl von Wehrpflichtigen bzw. Reservisten eingesetzt.  

## Kritik

### Sexismus
Dass die Wehrpflicht in den meisten der Staaten, die sie noch kennen, nur für die männliche Bevölkerung gilt, wird von manchen als sexistisch kritisiert. Während junge Männer den in der Regel so gut wie überhaupt nicht bezahlten Wehrdienst oder Wehrersatzdienst ableisten müssen – oder in der Schweiz, sofern sie untauglich sind, eine zusätzliche Steuer bezahlen müssen –, können Frauen in dieser Zeit bereits einem Beruf nachgehen, in dem sie regulär verdienen. Dem wird entgegengehalten, dass Frauen – vor allem durch Geburten und Kindererziehung – ebenso Zeit verlieren oder insgesamt weniger verdienen. Diese Vergleiche werden dahingehend kritisiert, dass Frauen nicht per Gesetz dazu verpflichtet sind, Kinder zu bekommen, und dass der sogenannte Gender-Pay-Gap lediglich eine statistische Größe darstellt, die Frauen zwar im Durchschnitt weniger verdienen lässt, dieser jedoch nicht – wie die Wehrpflicht – eine Ungleichheit vor dem Gesetz darstellt und auch nicht dem Gesetzgeber zugerechnet werden kann.
Bis auf wenige Ausnahmen wie etwa Schweden oder Norwegen gibt es kaum Staaten, in denen Männer und Frauen in Bezug auf die Wehrpflicht gleichberechtigt sind. In den wenigen Staaten, wo die Wehrpflicht für beide Geschlechter gilt, dauert der Militärdienst für Frauen oft kürzer als jener für Männer, in Israel etwa müssen Frauen zwei Jahre Militärdienst leisten und Männer zweieinhalb Jahre.
In vielen Staaten ohne aktive Wehrpflicht – beispielsweise nach wie vor in Deutschland – sieht die Verfassung die Möglichkeit vor, im Kriegsfall Männer zum Dienst an der Waffe einzuziehen, während Frauen auch im Kriegsfall unter keinen Umständen gegen ihren Willen zum Dienst an der Waffe verpflichtet werden können, sondern nur zu Tätigkeiten wie dem Sanitätsdienst.
Die Ungleichbehandlung in Bezug auf die Wehrpflicht erscheint heute stärker als in früheren Jahrhunderten, da heute in vielen Ländern freiwillig Frauen im Militär dienen können, während Männer es müssen.

### Freiheit und Selbstbestimmung
Auch im Bezug auf die persönliche Freiheit wird die Wehrpflicht von ihren Gegnern kritisch gesehen. Bereits die Musterung wird von einigen – insbesondere im Bezug auf die darin enthaltene Intimuntersuchung – als eine sehr entwürdigende Prozedur wahrgenommen.

### Sicherheitspolitische Notwendigkeit
Während es im Kalten Krieg in Europa primär darum ging, eine effektive Möglichkeit zur Landesverteidigung aufrechtzuerhalten, haben sich sicherheitspolitisch die Risiken verlagert. Hierbei wird argumentiert, dass Wehrpflichtige für Bedrohungen wie den Terrorismus oder für Auslandseinsätze nicht zu gebrauchen seien und eine Invasion – für deren Abwehr eine große Anzahl an Infanteristen (und damit eine allgemeine Wehrpflicht) benötigt würde – zumindest bis zum Beginn des Ukraine-Krieges unwahrscheinlich schien.

### Wirtschaftliche Gründe
Auch auf ökonomischer Basis wird häufig die Meinung vertreten, dass die Wehrpflicht mehr schadet als nützt. Für die betroffenen Männer gehen sehr viel Zeit und sehr viele Monatsgehälter verloren. Während des Wehrdiensts zahlen sie in der Regel keine Einkommenssteuer und verursachen Kosten für die militärische Ausbildung, die Unterbringung und Verpflegung.
Der Zivildienst wird auf ähnliche Weise kritisiert. Die betroffenen Männer stehen in dieser Zeit ihrem Arbeitgeber nicht zur Verfügung, sondern sind beispielsweise im Sozialbereich Tätigkeiten zugeteilt, für die sie oftmals nicht oder nur marginal ausgebildet wurden und/oder nicht geeignet sind oder gar nicht wirklich gebraucht werden, so dass sie nur ganz einfache Hilfstätigkeiten erledigen können. Dazu kommt, dass die Zuweisung der Wehrpflichtigen ebenfalls mit viel Personalaufwand und Bürokratie verbunden und daher teuer ist. Hinzu kommt ferner, dass viele junge Männer vor Antritt des jeweiligen Dienstes häufig einige Zeit arbeitslos sind, da kein Arbeitgeber sie im Wissen, dass sie bald wieder weg müssen, einstellt.
Befürworter der Wehrpflicht argumentieren hingegen, dass ein Berufsheer viel mehr kosten würde und auch das Sozialsystem ohne die Zivildiener viel teurer wäre.
Andererseits stellt der zivile Ersatzdienst eigentlich die Ausnahme und nicht die Regel dar. In den Jahren vor der Aussetzung der Wehrpflicht in Deutschland war der Eindruck entstanden, die Wehrpflicht würde nur noch aufrechterhalten, um weiterhin Zivildienstleistende als preiswerte Arbeitskräfte im Sozialbereich zur Verfügung zu haben. Dieser Eindruck wurde vor allem dadurch hervorgerufen, dass zeitweilig sogar mehr Zivil- als Wehrdienstleistende im Einsatz waren. Auch in Österreich wurde vor der Volksbefragung zur Abschaffung der Wehrpflicht im Jahr 2013 von den Wehrpflichtbefürwortern argumentiert, dass in ländlichen Regionen die Rettungsdienste viel länger brauchen würden, um an die Einsatzorte zu kommen und soziale Hilfsdienste kein Personal finden würden. Allerdings spricht der Gesetzgeber in beiden Ländern ausdrücklich von einer Wehrpflicht, die nur unter bestimmten Umständen und ausnahmsweise im zivilen Bereich abgeleistet werden kann. Daher kann die Ausnahme nicht als Begründung für die Regel gelten.

### Garant für Freiheit und Sicherheit?
Befürworter der Wehrpflicht argumentieren, dass mit der Wehrpflicht effektiv verhindert wird, dass eine Regierung das eigene Volk mit dem Militär unterdrückt. Diese wird auch als wichtiger Stützpfeiler der Demokratie und als Kontrollmechanismus, dass das Militär nicht von der Regierung missbraucht wird, gesehen.
Wehrpflichtgegner halten dem entgegen, dass eben dies nicht der Fall sei, da das Dritte Reich, Nordkorea, die UdSSR sowie auch aktuell Syrien eine Wehrpflichtigenarmee haben oder hatten und dort sehr wohl das eigene Volk unterdrückt wird bzw. wurde. Weiters habe die Wehrpflicht auch in der Geschichte stets für Aufrüstung und ideologische Kriege gesorgt, welche sich nicht auf Söldnerheere oder eher kleinere Berufsarmeen beschränkten, sondern wo alle jungen Männer mitgekämpft haben. Sowohl in der Zwischenkriegszeit als auch heute bezeichneten Wehrpflichtbefürworter die Wehrpflicht gerne als Schule der Nation oder als geeignetes Mittel, um junge Männer Zucht und Ordnung zu lehren. Gern wird die Wehrpflicht als eine Art Gegenleistung der Bürger an den Staat betrachtet, die Bürger sollen die Möglichkeit und Pflicht haben, ihre Freiheit im Kriegsfall selbst zu verteidigen und das Gemeinwohl vor das eigene zu stellen; Wehrpflichtgegner sehen diese Sichtweise als totalitär an.

## Deutschland
Die Wehrpflicht wurde in der Bundesrepublik Deutschland am 21. Juli 1956 eingeführt. Die Möglichkeit der Kriegsdienstverweigerung sah das Grundgesetz schon in seiner Urfassung ab 1949 vor. Im März 1956 wurde die Wehrpflicht aufgenommen sowie die Möglichkeit eines Ersatzdienstes, der keineswegs länger dauern sollte als der Wehrdienst. 1968 wurde die Wehrpflicht mit dem Artikel 12a im Grundgesetz geregelt.

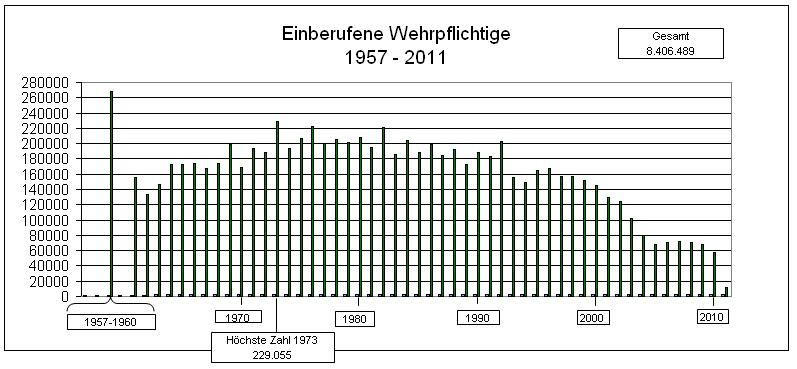
Einberufene Wehrpflichtige 1957 bis 2011

Mit Gesetz vom 28. April 2011 beschloss der Bundestag die Aussetzung der Wehrpflicht zum 1. Juli 2011. Das Vorhaben ging auf den damaligen Verteidigungsminister Karl-Theodor zu Guttenberg zurück. Die Wehrpflicht besteht also weiter, in Friedenszeiten werden aber keine Wehrpflichtigen mehr eingezogen. Zum 1. Januar 2011 wurden zum letzten Mal Wehrpflichtige zwangsweise einberufen, seit dem 1. März 2011 werden Wehrpflichtige nicht mehr gegen ihren Willen zum Dienst verpflichtet.
Wehrpflichtig sind grundsätzlich alle Männer vom vollendeten 18. Lebensjahr an, die Deutsche im Sinne des Grundgesetzes sind, die Heranziehungsgrenze für den Grundwehrdienst war das 23. Lebensjahr.
Die Wehrpflicht wurde durch den Wehrdienst oder im Falle des § 1 des Kriegsdienstverweigerungsgesetzes vom 28. Februar 1983 durch den Zivildienst in Deutschland erfüllt. Die Dauer des Grundwehrdienstes und des Zivildienstes betrug zuletzt seit dem 1. Juli 2010 sechs Monate. Die vorher teilweise längere Dauer des Zivildienstes im Gegensatz zum Wortlaut des Grundgesetzes wurde damit gerechtfertigt, dass Wehrdienstleistende nach dem Grundwehrdienst als Reservisten zu Wehrübungen herangezogen werden konnten.
In der Praxis leisteten von den 440.000 erfassten Männern des Jahrganges 1980 137.500 (31,25 %) den Grundwehrdienst, 152.000 (34,54 %) Zivildienst oder einen anderen Ersatzdienst und 150.500 (34,2 %) wurden ausgemustert oder aus anderen Gründen nicht zum Dienst herangezogen.
Ein Vergleich mit anderen Ländern und ihrer Praxis in Bezug auf die Wehrpflicht ist nur bedingt möglich. Aufgrund der geschichtlichen Erfahrungen Deutschlands wurde das Konzept der in ihrer Form in der damaligen Zeit einzigartigen „inneren Führung“ und eng damit zusammenhängend des Leitbilds des „Staatsbürgers in Uniform“ geschaffen. Auch durch Einbindung in die allgemeine Gerichtsbarkeit wurde sichergestellt, dass sich – im Gegensatz zur Reichswehr, die mit eigener Gerichtsbarkeit und unmittelbar dem Reichspräsidenten unterstehend ein Staat im Staate war – die deutsche Armee niemals wieder zu einem „Staat im Staat“ entwickeln konnte. Aus diesem Grund wurde auch die Institution des Wehrbeauftragten geschaffen. Als Parlamentsarmee, an deren Spitze nicht ein Militär, sondern ein Politiker steht, sollte die Bundeswehr das „Recht und die Freiheit des deutschen Volkes“ (Eid und Feierliches Gelöbnis) verteidigen.

## Österreich

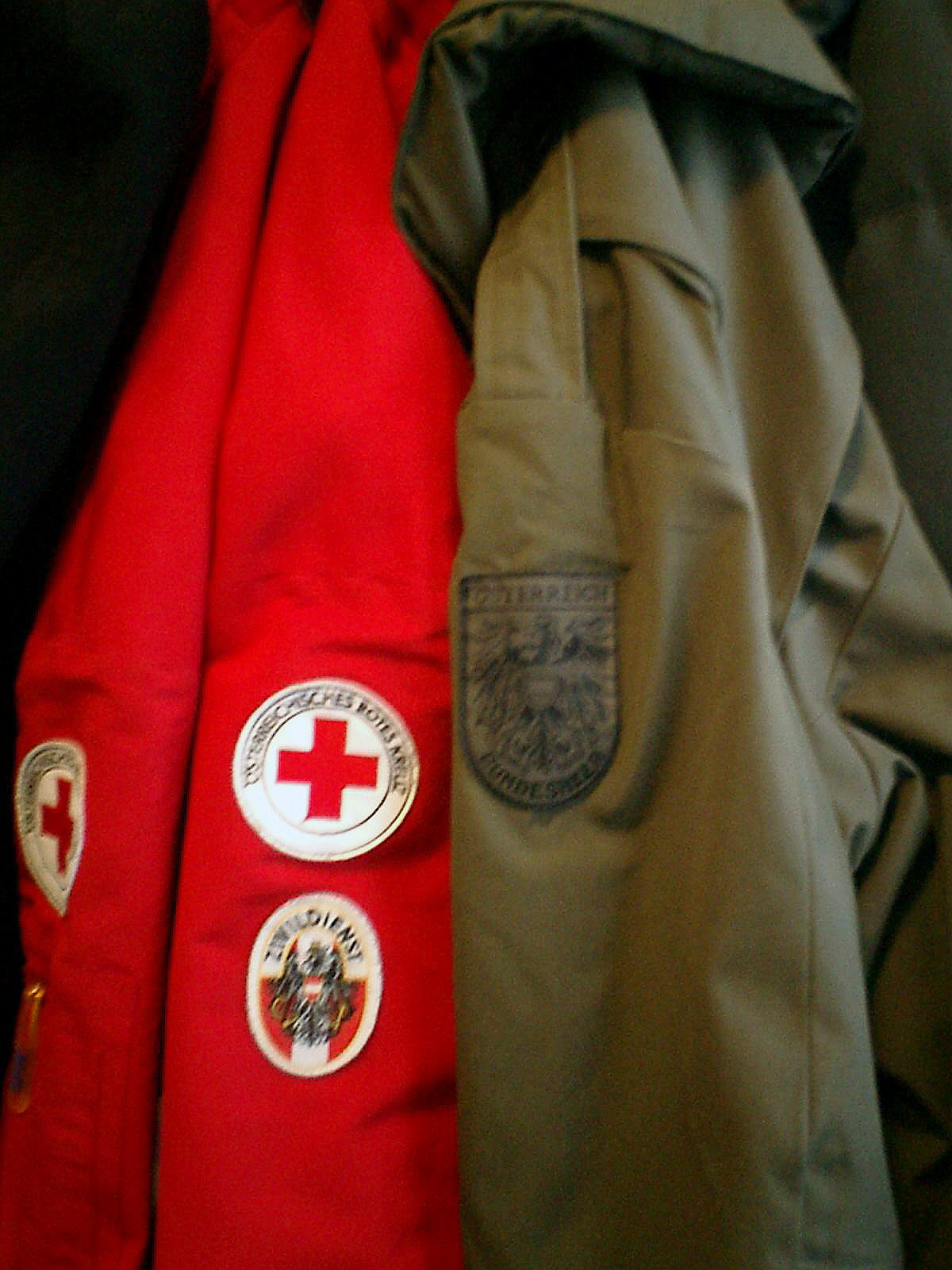
Wehrdienst oder Zivildienst?

In Österreich gilt die allgemeine Wehrpflicht für alle männlichen Staatsbürger vom 17. bis zum 50. Lebensjahr, für Offiziere und Unteroffiziere bis zum 65. Lebensjahr (Art. 9a Abs. 3 Bundes-Verfassungsgesetz; § 1 Abs. 2 und § 10 Wehrgesetz). Bis zum 35. Lebensjahr können Wehrpflichtige zum Grundwehrdienst eingezogen werden. Seit 2006 beträgt die Dauer des Grundwehrdienstes sechs Monate. Davor waren es acht Monate, wobei zumindest sechs Monate ohne zeitliche Unterbrechung geleistet werden mussten. Die fehlenden Monate wurden über den Zeitraum von mehreren Jahren durch Waffenübungen ergänzt. Bis alle sechs Monate abgeleistet sind, befindet sich der Wehrpflichtige im Milizstand.
Gemäß dem im Verfassungsrang stehenden § 1 Abs. 1 ZDG können Wehrpflichtige erklären, die Wehrpflicht nicht erfüllen zu können, weil sie es – von den Fällen der persönlichen Notwehr oder Nothilfe abgesehen – aus Gewissensgründen ablehnen, Waffengewalt gegen Menschen anzuwenden, und daher bei Leistung des Wehrdienstes in Gewissensnot geraten würden, und deshalb Zivildienst leisten zu wollen. Dieser dauert neun Monate und kann bei verschiedenen Organisationen abgeleistet werden. Als Alternativen zum Zivildienst können länger andauernde Freiwilligendienste, wie jene beim Auslandsdienst, beim Europäischen Freiwilligendienst (EFD), als Freiwilliges Soziales Jahr oder als Freiwilliges Umweltjahr abgeleistet werden. Durch die Ablehnung des Dienstes an der Waffe ist es 15 Jahre ab diesem Zeitpunkt nicht möglich, bis auf wenige Ausnahmen, waffenrechtliche Dokumente zu beantragen.
Bis zum Jahr 1971 betrug der Grundwehrdienst neun Monate, wobei die letzten zwei Wochen eine automatische Dienstfreistellung darstellten. Unter Bundeskanzler Kreisky wurde die Verkürzung auf sechs Monate plus 60 Tagen Truppenübung (=8 Monate) beschlossen, was de facto eine Verkürzung von nur zwei Wochen darstellte, da die Dienstfreistellung wegfiel. Ebenfalls unter Kreisky wurde 1975 die bis dahin einfachgesetzliche allgemeine Wehrpflicht für Männer mit dem Bundesverfassungsgesetz vom 8. Juli 1975 (BGBl. Nr. 368/1975), gemeinsam mit dem neu geschaffenen Wehrersatzdienst (Zivildienst), in der Verfassung verankert. Wurden in den 1970er Jahren noch ein Großteil der Wehrpflichtigen zu sechs Monaten Grundwehrdienst einberufen und nur einige Spezialfunktionen mit Acht-Monat-Grundwehrdienern besetzt, so änderte sich das im Lauf der Jahre. Im Laufe der folgenden Jahrzehnte entschieden sich, insbesondere nach Wegfall der Gewissensprüfung, immer weniger junge Männer für den Grundwehrdienst, aber dafür mehr für den Zivildienst, inzwischen leisten knapp die Hälfte der Wehrpflichtigen den Zivildienst.
Ein Verzicht auf die österreichische Staatsbürgerschaft ist für Männer, die zwischen 16 und 35 Jahre alt sind, über die für andere Österreicher üblichen Bedingungen hinaus eingeschränkt, so dass eine Umgehung der Wehrpflicht auf diesem Wege erschwert ist. Er ist nur dann möglich, wenn sie eine andere Staatsbürgerschaft besitzen, wenn sie seit fünf Jahren außerhalb Österreichs leben oder den Dienst schon geleistet haben bzw. für untauglich befunden wurden (§ 37 Staatsbürgerschaftsgesetz).
Das Ende des Wehrdienstes wird als „Abrüsten“ bezeichnet.
Die Wehrpflicht wird in Österreich vor allem von der jüngeren Generation stark kritisiert, da sie im Widerspruch zur in der Verfassung verankerten Gleichberechtigung zwischen Mann und Frau steht. Wäre die Wehrpflicht nicht selbst in der Verfassung verankert, so wäre sie verfassungswidrig, da sie gegen selbige verstößt, indem unsachlich wegen des Geschlechts diskriminiert wird.
Im August 2022 wurde bekanntgegeben, dass die Bundesregierung plant, den Monatslohn von Grundwehr- und Zivildienern von derzeit 362 € auf 978 € im Monat zu erhöhen. Begründet wird dies damit, dass die Bezahlung nicht geringer als die Mindestsicherung sein sollte. Mit dieser Änderung würde das Gehalt der Verpflichteten nur noch etwa 500 € unter dem Gehalt liegen, welches ein Kollektivvertrag mindestens vorschreiben muss.
Im Oktober 2022 wurde beschlossen, dass der Sold zwar nicht auf knapp 1000 €, aber auf knapp 500 € erhöht wird. Die neue Regelung gilt seit dem 1. Jänner 2023.

### Bundesheer und Corona
Wegen der COVID-19-Pandemie in Österreich wurde im März 2020 gleichzeitig mit dem Lockdown angekündigt, dass zum ersten Mal in der Zweiten Republik die Miliz eingezogen wird. Auf der Homepage des Bundesheeres wurden täglich neue Bereiche veröffentlicht und eine FAQ eingerichtet. Von den rund 25.000 Milizsoldaten plante man 3.000 einzuziehen; da jedoch die erste Welle bereits am Abflauen war, wurden dann doch nur etwa 1.400 der Soldaten Anfang Mai tatsächlich eingezogen. Die Soldaten wurden für Tätigkeiten wie Fiebermessen an den Grenzen oder als Hilfskräfte für Lebensmittelgeschäfte eingesetzt, ebenfalls war geplant, dass diese bei der Post arbeiten sollen. Einige wurden nach bereits einem Monat wieder entlassen, für die restlichen endete der Einsatz Ende Juli.
Die Grundwehrdiener, die Ende März fertig geworden wären, mussten zwei Monate länger bleiben.

### Debatte um Abschaffung und Volksbefragung
Im Zuge des Wiener Wahlkampfs im Oktober 2010 stellte Wiens Bürgermeister Michael Häupl (SPÖ) die Wehrpflicht in Frage und forderte diesbezüglich eine Volksbefragung. Grüne, BZÖ und Team Stronach schlossen sich dieser Forderung an, ÖVP und FPÖ wollen die Wehrpflicht beibehalten. Gleichzeitig erstellte der Generalstab des österreichischen Bundesheers unterschiedliche Modelle zur Aussetzung der Wehrpflicht. Am 5. Jänner 2011 meldete der Kurier, es gäbe sieben verschiedene Modelle. Der Chef des Generalstabs, Edmund Entacher, dementierte die vom Kurier publizierten Zahlen noch am selben Tag und meinte, die tatsächlichen Modelle würden in den folgenden zwei Wochen veröffentlicht werden.
Im August 2012 gab ÖVP-Chef Michael Spindelegger bekannt, dass sich die ÖVP entgegen ihrer früheren Linie mit der SPÖ auf eine Volksbefragung zur Frage der Wehrpflicht geeinigt habe. Diese fand am 20. Jänner 2013 statt. Dabei sollten sich die Abstimmenden zwischen den von der SPÖ („Sind Sie für die Einführung eines Berufsheeres und eines bezahlten freiwilligen Sozialjahres?“) bzw. ÖVP („Sind Sie für die Beibehaltung der allgemeinen Wehrpflicht und des Zivildienstes?“) propagierten Modellen entscheiden.
Nach dem amtlichen Endergebnis stimmten 59,7 % für die Beibehaltung der Wehrpflicht und des Zivildiensts und 40,3 % für ein Berufsheer.

## Schweiz
In der Schweiz gilt gemäß Art. 59 Bundesverfassung Militärdienstpflicht für alle männlichen Schweizer Bürger. Im Abs. 1 dieses Artikels sieht die Verfassung seit 1992 einen zivilen Ersatzdienst vor (Zivildienst). Für Schweizerinnen ist der Militärdienst freiwillig. Die Wehrpflicht dauert gemäß Art. 13 Militärgesetz in der Regel vom 20. bis 34. Altersjahr (für Mannschaftsdienstgrade, Unteroffiziere und Offiziere bis Oberleutnant). Die Pflichtigen werden so lange zu jährlichen Wiederholungskursen aufgeboten, bis eine dienstgradbezogene Anzahl von anrechenbaren Tagen erreicht ist. Für die Mannschaftsdienstgrade beträgt diese Zahl höchstens 262 Tage (siehe Schweizer Armee). Für Grade ab Hauptmann gibt es keine fixe Obergrenze. Sie leisten grundsätzlich sämtliche Dienstleistungen ihrer Einteilungsformation. Hauptleute werden im Alter von 42 Jahren entlassen, Stabsoffiziere (Major, Oberstleutnant, Oberst) im Alter von 50 (vgl. die Verordnung über die Militärdienstpflicht (VMDP)).
Die Nichterfüllung der Militärdienstpflicht ist strafbar nach Art. 81 ff. des Militärstrafgesetzes. Erst seit 1996 besteht für Militärdienstpflichtige die Möglichkeit, ihre Wehrpflicht im Rahmen eines zivilen Ersatzdienstes (Zivildienst) zu erfüllen. Zwischen 1996 und 2009 mussten Wehrpflichtige, die sich für den Zivildienst entschieden, eine Gewissensprüfung ablegen, in der sie erklären mussten, wieso für sie der Militärdienst nicht in Frage käme. Seit 2009 muss diese Gewissensprüfung nicht mehr durchlaufen werden und es besteht für Wehrpflichtige somit freie Auswahl zwischen Militärdienst und Zivildienst; es wird argumentiert, dass die in Kauf genommene längere Dauer des Zivildienstes Beweis genug sei, dass jemand gute Gründe habe, keinen Militärdienst zu leisten.
Im Mai 2011 lehnte der Nationalrat mit 117 zu 53 Stimmen eine parlamentarische Initiative ab, die eine Sistierung der allgemeinen Wehrpflicht verlangt hat.
Die Gruppe für eine Schweiz ohne Armee (GSoA) reichte im Januar 2012 die eidgenössische Volksinitiative «Ja zur Aufhebung der Wehrpflicht» ein. In der Volksabstimmung vom 22. September 2013 wurde die Initiative von 73,2 % der Abstimmenden abgelehnt – wie schon bei früheren Abstimmungen.
Genau wie in Österreich oder wie es in Deutschland bis 2011 der Fall war, gibt es auch in der Schweiz den Gleichheitsgrundsatz, welcher die Gleichheit von Mann und Frau vor dem Gesetz verlangt. Die in der Verfassung verankerte Wehrpflicht für Männer steht dazu im Widerspruch, doch hat sie als Lex specialis Vorrang. Legitimiert wird die Tatsache, dass die Wehrpflicht nur für Männer gilt, damit, dass Männer für das Militär grundlegend besser geeignet wären als Frauen.
In der Zeit, bevor Frauen dem Militär beitreten konnten, war das durchaus plausibel, doch erübrigt sich das Argument restlos, seit Frauen, sofern sie wollen, dem Militär uneingeschränkt beitreten können. Weiter wird argumentiert, dass es Sache des nationalen Gesetzgebers sei, ob die Landesverteidigung durch ein Berufsheer oder ein Wehrpflichtigenheer organisiert wird und wer dazu herangezogen wird. Eine Wehrpflicht, die Frauen mit einschließt, wurde nie ernsthaft erwogen. In der Tat ist es aus völkerrechtlicher Sicht jedem Nationalstaat überlassen, wie er seine Landesverteidigung organisiert. Allerdings sehen Menschenrechtler trotzdem die Wehrpflicht für Männer als Diskriminierung.

## Wehrpflicht in nicht mehr existenten Staaten/Reichen (alphabetisch)

### DDR
In der DDR wurde die NVA 1956 zunächst als Freiwilligenarmee eingeführt, aber es wurde starker Druck auf junge Männer ausgeübt, "freiwillig" in die Armee einzutreten. Daher flohen tausende Betroffene in den Westen. Nur zwei Wochen nach dem Mauerbau, der diese Flucht verhinderte, wurde 1962 die Wehrpflicht für alle männlichen Staatsbürger ab 18 Jahren eingeführt. Der Wehrdienst dauerte 18 Monate. Die Möglichkeit zur Wehrdienstverweigerung gab es zunächst nicht. Erst 1964 wurde auf Druck der Kirchen die Möglichkeit eingeführt, einen Ersatzdienst als Bausoldat zu leisten, allerdings im Rahmen der NVA in Soldatenuniform.
Dieser Ersatzdienst beinhaltete zwar keine militärische Ausbildung, allerdings waren die Betroffenen ebenfalls dem Militär untergeordnet. Wehrdienstverweigerer wurden mit bis zu drei Jahren Gefängnisstrafe bestraft, ab 1968 sah § 256 Strafgesetzbuch (DDR) bis zu fünf Jahre Freiheitsstrafe vor.

### Deutsches Kaiserreich
Im deutschen Kaiserreich wurde mit der Bismarckschen Reichsverfassung die allgemeine Wehrpflicht verankert, diese galt für Männer ab 20 Jahren. Die Zeit als aktiver Soldat betrug zwei bis drei Jahre, je nach Waffengattung, danach folgte eine Zeit als Reservist, die aktive Dienstzeit und die Reservepflicht zusammen betrugen sieben Jahre. Möglichkeit für einen Ersatzdienst gab es nicht.

### Drittes Reich
Die allgemeine Wehrpflicht wurde im Dritten Reich für alle männlichen Staatsbürger vom vollendeten 18. Lebensjahr bis zu dem auf die Vollendung des 45. Lebensjahres folgenden 31. März mit dem Wehrgesetz vom 21. Mai 1935 eingeführt. Adolf Hitler setzte in seiner Eigenschaft als Oberster Befehlshaber der Wehrmacht die Dauer der aktiven Dienstpflicht zunächst auf ein, kurz darauf auf zwei Jahre fest. Begründet wurde dies mit der Bedrohung durch die Sowjetunion, von anderen Staaten wurde diese Aufrüstung mit hohem Misstrauen wahrgenommen. Es gab keine Möglichkeit für einen Wehrersatzdienst. Deserteure und Kriegsdienstverweigerer wurden oft hingerichtet. Es ist keine genaue Zahl bekannt, jedoch gibt es Schätzungen, wonach etwa 30.000 Männer wegen Wehrkraftzersetzung zum Tode verurteilt, und etwa 20.000–23.000 tatsächlich hingerichtet wurden. Der Zweite Weltkrieg wurde großteils mit dem Einsatz von Wehrpflichtigen geführt. Im Jahr 1939 gehörten bei Ausbruch des Krieges rund 4,5 Millionen Soldaten der Wehrmacht an, 1945 waren es über 7,8 Mio.

### Habsburgermonarchie
In der Zeit von Maria Theresia und Joseph II. gab es bereits Zwangsrekrutierungen, allerdings keine allgemeine Wehrpflicht, der alle Männer eine bestimmte Zeit lang unterworfen waren.
Die allgemeine Wehrpflicht wurde in Österreich-Ungarn 1868 nach dem deutschen Krieg unter Kaiser Franz Joseph eingeführt. Im Ersten Weltkrieg wurden Wehrpflichtige in großer Anzahl eingesetzt.

### Jugoslawien
In der Jugoslawischen Volksarmee, welche von 1945 bis 1992 bestand, gab es eine Wehrpflicht für die Dauer von 18 Monaten. In der „Armee Jugoslawiens“ welche von 1992 bis 2003 bestand, dauerte der verpflichtende Militärdienst 12 Monate.

### Osmanisches Reich
Im osmanischen Reich gab es ab 1839 eine Art allgemeiner Wehrpflicht. Sie wurde nach der Zerschlagung der Janitscharen eingeführt. Zunächst wurden Wehrpflichtige nur für kleinere Übungen heimatnah einberufen. Als die Bevölkerung dieses System gewohnt war, wurde eine „richtige“ Wehrpflicht eingeführt, es dauerte aber Jahrzehnte, bis diese tatsächlich überall durchgesetzt wurde, in vielen Regionen und auch in Istanbul gab es Befreiungen. Anfangs galt die Wehrpflicht nur für Muslime. Nicht-Muslime waren befreit, mussten dafür aber eine Sondersteuer bezahlen. Sie durften auch nicht freiwillig Soldaten werden.
Mit der Machtübernahme der Jungtürken wurde die Wehrpflicht schließlich dahingehend vereinheitlicht, dass es keine Ausnahme für Nicht-Moslems mehr gab.
Die Wehrpflicht wurde staatlicherseits als ein Privileg dargestellt, das es gleichzeitig auch erlaubte, politisch teilzuhaben. Teilweise wurde sie auch von der Bevölkerung so gesehen, es gab aber auch Widerstände. Viele Wehrpflichtige versuchten sie etwa durch Auswanderung oder durch eine Verweigerung der behördlichen Erfassung zu vermeiden.
Der Militärdienst galt als sehr hart, insbesondere im Gebiet von Jordanien starben zahlreiche Wehrpflichtige.
Es gab keine Möglichkeit, einen zivilen Ersatzdienst zu leisten, allerdings gab es für Familien mit mehreren Söhnen die Möglichkeit, dass nicht alle Söhne zum Militär mussten.

### Russisches Reich
1874 wurde im russisches Kaiserreich eine allgemeine Wehrpflicht eingeführt, bei den Landstreitkräften betrug die Dienstzeit 6 Jahre, danach kamen 9 Jahre Reserve. Bei der Marine betrug die Gesamtzeit 10 Jahre, davon 7 Jahre im aktiven Dienst. Allerdings wurde nur etwa die Hälfte der Wehrpflichtigen tatsächlich eingezogen.
1876 wurde die Dauer des aktiven Dienstes auf 5 Jahre gesenkt, 1878 auf 4 Jahre, und 1905 auf 3 Jahre.

### Sowjetunion
In der Sowjetunion gab es von 1918 bis zu ihrem Ende 1991 eine allgemeine Wehrpflicht, am Beginn ihrer Machtübernahme versuchten die Kommunisten kurz ein System des freiwilligen Militärdienstes, führten aber sehr schnell wieder eine Wehrpflicht ein. Zumindest dauerte diese 2 Jahre, 1939 wurde die Wehrpflicht als Reaktion auf den Beginn des Zweiten Weltkrieges auf drei Jahre erhöht, und das Mindestalter von 19 auf 17 gesenkt. In den darauffolgenden Jahrzehnten wurde die Dauer je nach Waffengattung mehrmals geändert. Im Zweiten Weltkrieg wurden teilweise auch Frauen eingezogen.
Ab den 1980er Jahren gab es starken Widerstand gegen die Wehrpflicht, da die miserablen Umstände – Misshandlungen, sexuelle Übergriffe und Körperverletzungen seitens Vorgesetzter an den Wehrpflichtigen waren an der Tagesordnung – immer mehr Bewusstsein in der Bevölkerung erfuhren. Das Komitee der Soldatenmütter entstand und setzte sich für die Rechte der Wehrpflichtigen ein.
Nach dem Ende der Sowjetunion wurde die Wehrpflicht von Russland als Nachfolgestaat übernommen und fortgesetzt.

## Wehrpflicht in der heutigen Zeit (alphabetisch nach Staaten)

### Albanien
In Albanien bestand von 1945 bis 2010 Wehrpflicht, von 1945 bis 1954 dauerte der Militärdienst 4 Jahre, 1954 bis 1972 dauerte er 3 Jahre, ab 1972 waren es 27 Monate, 1992 wurde der Wehrdienst auf 18 Monate verkürzt, und 1996 auf ein Jahr. 2010 wurde die Wehrpflicht kurz nach dem NATO-Beitritt Albaniens abgeschafft.

### Algerien
In Algerien besteht Wehrpflicht für männliche Staatsbürger ab 19 Jahren, bis 2014 dauerte der Wehrdienst 18 Monate, seitdem sind es 12 Monate.

### Angola
In Angola besteht Wehrpflicht für alle männlichen Staatsbürger ab 20 Jahren, der Militärdienst dauert 2 Jahre. Frauen können freiwilligen Militärdienst ab dem Alter von 20 Jahren leisten. Männer können freiwillig Militärdienst ab 18 leisten.

### Australien
In Australien existierten von 1903 bis 1980 zwei Freiwilligenarmeen. Die heutige Armee, die Australian Defence Force, umfasst etwa 53.000 Soldaten. Die Wehrpflicht wurde 1972 aufgehoben.

### Ägypten
In Ägypten besteht Wehrpflicht für alle männlichen Staatsbürger (mit Ausnahme von Einzelkindern bzw. als einziger männlicher Nachkomme, bei mehreren Söhnen wird nur der älteste zum Militärdienst eingezogen), die Militärdienstdauer richtet sich nach Bildungsabschluss. Hochschulabsolventen müssen 12 Monate zum Militär, Abiturienten 24 Monate und alle anderen Männer 36 Monate. Es gibt keine Möglichkeit, den Militärdienst legal zu verweigern und stattdessen einen nicht militärischen Ersatzdienst zu leisten. Militärdienstverweigerer werden in der Regel inhaftiert und nach Freilassung erneut eingezogen. Neben Militärdienstverweigerung ist in Ägypten auch das Kritisieren der Streitkräfte strafbar und kann mit Haft bestraft werden. Die ägyptische Armee gilt als eine der stärksten auf dem afrikanischen Kontinent.

### Argentinien
In Argentinien gibt es theoretisch eine Wehrpflicht, seit 1994 wird diese allerdings nicht angewandt, sodass niemand gegen seinen Willen eingezogen wird.

### Bangladesch
In Bangladesch gab es nie eine Wehrpflicht.

### Belarus
In Belarus besteht Wehrpflicht für die Dauer von 10,5 Monaten, wehrpflichtig sind alle männlichen Staatsbürger. Es gibt auch verpflichtende Übungen, zu denen Reservisten einberufen werden.

### Belgien
Der Wehrdienst wurde in Belgien im Jahr 1995 abgeschafft. Belgien war damit einer der ersten europäischen NATO-Staaten, welche die Wehrpflicht abschafften.

### Bolivien
In Bolivien besteht Wehrpflicht für männliche Staatsbürger, der Militärdienst dauert 12 Monate, allerdings werden nicht alle Wehrpflichtigen einberufen.

### Bosnien und Herzegowina
Mit der Einführung einer einheitlichen Armee in Bosnien und Herzegowina wurde die allgemeine Wehrpflicht am 1. Januar 2006 aufgehoben.

### Botswana
In Botswana hat es nie irgendeine Form der Wehrpflicht gegeben. Allerdings gibt es dort eine Art verpflichtenden Zivildienst von 12 Monaten, der 1980 zuerst auf freiwilliger Basis eingeführt wurde. Seit 1984 ist dieser sowohl für Männer als auch für Frauen, die studieren oder im öffentlichen Dienst arbeiten wollen, verpflichtend.

### Brasilien
Laut Bundesgesetz Nr. 4375 existiert grundsätzlich eine Wehrpflicht für männliche Staatsbürger Brasiliens. Die tatsächliche Praxis orientiert sich jedoch am Personalbedarf der Streitkräfte, so dass die meisten Brasilianer keinen Wehrdienst ableisten müssen.

### Bulgarien
In Bulgarien wurde die Wehrpflicht im Jahr 2008, 4 Jahre nach dem Beitritt zur NATO abgeschafft.

### China
In China dauert die Wehrpflicht zwei Jahre. Alle männlichen Bürger, die vor dem 31. Dezember eines Jahres das 18. Lebensjahr vollenden, können zum aktiven Dienst rekrutiert werden. Studenten sind von der allgemeinen Wehrpflicht befreit, allerdings müssen Frauen wie Männer einen mehrwöchigen Grundkurs auf dem Campusgelände ihrer jeweiligen Universität absolvieren. Weibliche Bürger können gemäß der oben genannten Bestimmung zum aktiven Dienst rekrutiert werden, wenn die Armee sie braucht.
Die Volksbefreiungsarmee hat in Friedenszeiten eine Stärke von 2,3 Millionen Soldaten. Jedoch erreichen jedes Jahr mehr als 13 Millionen junger Männer das Wehrdienstalter. Durch Chinas riesige Bevölkerung und der dadurch großen Anzahl von Freiwilligen für die normale Armee hat Wehrpflicht praktisch kaum eine Bedeutung. Alle 18-Jährigen müssen sich selbst bei den Behörden einschreiben. Die vorwiegende Ausnahme in diesem System sind potentielle Studenten (männliche und weibliche), die militärisches Training (normalerweise für eine Woche oder mehr) mitmachen müssen, bevor ihre Studien beginnen oder – was öfter der Fall ist – ein Jahr nach Ende ihrer Studien (§ 43 des Wehrdienstgesetzes).

### Dänemark
Jeder männliche dänische Staatsbürger ist nach § 81 des dänischen Grundgesetzes wehrpflichtig. Der Wehrdienst dauert bis 2026 in der Regel vier Monate. Es werden nur ca. 6.000 Personen (20 % der Wehrpflichtigen) eines Jahrgangs für die Armee benötigt. In den letzten Jahren haben sich dafür ausreichend Freiwillige gemeldet. Sonst würden zusätzliche Dienstpflichtige per Los bestimmt. Ab 2026 gilt die Wehrpflicht auch für Frauen; der Grundwehrdienst wird auf elf Monate verlängert. Bereits 2025 waren rund ein Viertel der Wehrpflichtigen Frauen, die den Dienst auf freiwilliger Basis leisten. Die Unterbringung erfolgt in geschlechtergemischten Stuben.

### El Salvador
In El Salvador gibt es seit 1992 keine Wehrpflicht.

### Estland
Es gibt eine Wehrpflicht für Männer. Der Wehrdienst dauert 8 bis 12 Monate.

### Finnland
In Finnland gilt eine allgemeine Wehrpflicht für Männer im Alter von 18 bis 60 Jahren. Der Wehr- oder Zivildienst ist von Männern im Alter von 18 bis 30 Jahren abzuleisten. Nach dem Wehrdienst befinden sich Männer bis zur Vollendung des 60. Lebensjahres in der Reserve. Der Wehrdienst dauert 165, 255 oder 347 Tage, Zivildienst dauert 347 Tage. Männern, die sowohl die Ableistung des Wehrdienstes als auch des Zivildienstes verweigern (sogenannte Totalverweigerer), drohen Haftstrafen von bis zu 181 Tagen. Seit 1995 können auch Frauen freiwillig Wehrdienst leisten.
Die Inselgruppe Åland hat einen demilitarisierten Status, weswegen die Einwohner mit åländischem Hembygdsrätt (Heimatrecht), die schon vor Vollendung des 12. Lebensjahres auf Åland gelebt haben, von der Wehrpflicht ausgenommen sind. Dieses Recht wird nur in Åland ansässigen finnischen Staatsangehörigen erteilt, die entweder aus Åland stammen oder dort seit längerem wohnhaft sind. Die Inhaber dieses Rechts können jedoch zu zivilen Diensten verpflichtet werden.

### Frankreich
In Frankreich trat am 8. November 1997 das loi 97-1019 in Kraft, das für alle nach 1979 geborenen französischen Jugendlichen, Jungen wie Mädchen, im In- und Ausland einen Vorbereitungstag für die Landesverteidigung (Journée d'appel de préparation à la défense, JAPD) verpflichtend macht. Demnach hätten alle vor 1980 geborenen jungen Männer bis Ende 2002 zehn Monate Wehrdienst leisten müssen. In einem Dekret des Ministerrats vom 27. Juni 2001 wurde das Ende der Übergangsphase um ein Jahr vorverlegt. Die Jugendlichen nehmen daran zwischen ihrer Erfassung und ihrem 18. Geburtstag teil. Mitte 2010 wurde der Tag umbenannt in Journée défense et citoyenneté. Im Jahr 2019 wurde der Service national universel (SNU) bzw. der Allgemeine Nationaldienst eingeführt, der seit 2021 als einmonatiger Pflichtdienst für alle Staatsbürger zu leisten ist. Der SNU kann zum Teil auch beim Militär abgeleistet werden.

### Georgien
In Georgien gibt es eine einjährige Wehrpflicht für männliche Staatsbürger. Nach dem Ende der Sowjetunion wurde die damals zweijährige Wehrpflicht für Georgien übernommen. 1996 wurde diese auf 18 Monate reduziert, und 2010 auf ein Jahr. 2012 wurde diese kurzzeitig wieder auf 15 Monate erhöht. 2016 wurde sie abgeschafft, allerdings 2017 wieder eingeführt, faktisch wurde lediglich eine Einberufungskampagne nicht durchgeführt, die Dauer beträgt weiterhin ein Jahr.

### Ghana
Staatsangehörige im Alter von 18 bis 27 Jahren mit zumindest einem Grundschulabschluss können sich freiwillig zum Wehrdienst melden. Es besteht keine offizielle Wehrpflicht (Stand: 2023).

### Griechenland
In Griechenland gilt eine allgemeine Wehrpflicht für Männer zwischen 18 und 45 Jahren, die Wehrdienstdauer für Wehrpflichtige beträgt seit Mai 2021 zwölf Monate. Verwitwete Väter bzw. ältere Brüder mit der Sorgepflicht für einen oder mehrere Minderjährige sind von der Wehrpflicht befreit. Für Auslandsgriechen, die auch im Ausland geboren sind, beträgt die Wehrdienstdauer nur drei Monate, sie können aber auch einen unbefristeten Aufschub erhalten. Andere Auslandsgriechen, Einwanderer mit griechischem Pass und Geschwister einer Familie mit sechs oder mehr Kindern haben das Recht auf eine auf sechs Monate reduzierte Wehrdienstdauer. Für den ältesten Bruder von drei Geschwistern, für die zwei ältesten Brüder von vier Geschwistern, und für Väter beträgt sie neun Monate. Für Frauen gilt keine Wehrpflicht, sie können jedoch ohne Einschränkungen dem Militär beitreten.

### Indien
In Indien gab es nie eine allgemeine Wehrpflicht im heutigen Sinne.

### Indonesien
In Indonesien ist die Möglichkeit einer Wehrpflicht in der Verfassung von 1945 vorgesehen, jedoch wird diese nicht angewandt und es gibt eine Berufsarmee, welcher sowohl Männer als auch Frauen beitreten können. Bis 2021 gab es für Anwärterinnen die sehr umstrittenen Zwei-Finger-Tests, Rekrutinnen mussten sich untersuchen lassen, ob sie noch Jungfrauen sind, wenn sie dem Militär beitreten wollten, Menschenrechtsorganisationen hatten diese Praxis immer wieder als sexistisch und diskriminierend verurteilt.

### Irak
Im Irak wurde die Wehrpflicht 2003 abgeschafft.

### Iran
Im Iran besteht Wehrpflicht für Männer, der entsprechende Militärdienst wurde in den vergangenen Jahren immer wieder verändert und dauert aktuell 24 Monate. Die Wehrpflicht ist dort sehr umstritten; im April 2021 haben 50.000 Menschen dafür unterschrieben, dass die Wehrpflicht abgeschafft wird.

### Israel
Siehe auch: Israelische Verteidigungsstreitkräfte#Wehrpflicht
Israel zählt zu den wenigen Staaten der Welt, die praktisch jeden Wehrpflichtigen auch tatsächlich einberufen. Während die meisten Länder einen Großteil der Wehrpflichtigen gar nicht erst zur Musterung einbestellen, wird in Israel praktisch jeder Erwachsene in die Armee einberufen, was auf den prekären Status Israels als von feindlichen Staaten umgebenes Land zurückzuführen ist. Außerdem hat Israel, als einer von wenigen Staaten, die Wehrpflicht auf beide Geschlechter ausgedehnt. Hier sind Frauen verpflichtet, mindestens zwei Jahre Dienst in den Streitkräften abzuleisten, Männer müssen zweieinhalb Jahre dienen.
Siehe: Frauen in den israelischen Streitkräften
Allerdings gibt es eine Reihe von Ausnahmen: Alle verheirateten und alle nichtjüdischen oder schwangeren Frauen sind von der Wehrpflicht befreit; ebenso israelische Araber (Muslime und Christen, nicht jedoch Drusen). Bislang ist es grundsätzlich nur Frauen gestattet, dem Wehrdienst aus Gewissensgründen nicht nachzukommen und einen Ersatzdienst (National Service) zu leisten. Die Verweigerung des Wehrdienstes durch Männer ist mit gesellschaftlicher Ächtung und nicht selten auch mit einem Strafverfahren verbunden; gleichwohl ist ihre Tendenz steigend.
Bei der Gründung Israels wurden auch die ultraorthodoxen Juden, damals nur wenige hundert, von der Wehrpflicht freigestellt. Da sie Verhütungsmittel ablehnen und es als göttliches Gebot ansehen, möglichst viele Kinder zu haben, ist ihre Anzahl stark gestiegen. Dies hat zu gesellschaftlichen Konflikten mit dem Rest der Bevölkerung geführt. 2012 hat das Oberste Gericht entschieden, dass die Befreiung ultraorthodoxer Juden vom Militärdienst verfassungswidrig ist. 2014 wurde ein Gesetz beschlossen, das es unter Strafe stellt, wenn Ultraorthodoxe ihrer Einberufung nicht Folge leisten. Diese Entscheidung wurde 2015 wieder aufgehoben. 2017 wurde diese Regelung erneut vom Obersten Gericht als nicht verfassungskonform abgelehnt. Es wurde eine Frist von einem Jahr gesetzt, um sie zu ändern. Die Befreiung ultraorthodoxer Juden vom Wehrdienst lief jedoch erst im Jahr 2024, infolge des Kriegs in Israel und Gaza aus.

### Italien
In Italien wurde die Wehrpflicht (und der zivile Ersatzdienst) zum 1. Juli 2005 ausgesetzt. Gleichzeitig wurde ein freiwilliger einjähriger Wehrdienst eingeführt. Dieser ist Voraussetzung für Weiterverpflichtungen bei der Armee und für Bewerbungen bei Polizei, Carabinieri und anderen Sicherheitsbehörden. Das „Nationale Amt für den Zivildienst“ bietet daneben einen freiwilligen einjährigen Zivildienst an.
2018 wurde vom italienischen Innenminister Salvini vorgeschlagen, die Wehrpflicht wiedereinzuführen. Im Vordergrund stand dabei die Disziplinierung der Jugend, der Vorschlag wurde abgelehnt.

### Japan
Japan baute ab den 1870er Jahren (Meiji-Restauration) moderne Streitkräfte auf. 1873 wurde eine allgemeine Wehrpflicht eingeführt. Im Russisch-Japanischen Krieg (1904 bis 5. September 1905) besiegte erstmals in der Moderne eine asiatische Großmacht eine europäische Großmacht (Russisches Kaiserreich).
Japan hat seit seiner Niederlage im Zweiten Weltkrieg keine Wehrpflicht mehr, unterhält jedoch eine hoch gerüstete Berufsarmee, was auf dem asiatischen Kontinent relativ selten ist.

### Jordanien
Jordanien hatte eine Wehrpflicht für männliche Staatsbürger, 1991 wurde diese ausgesetzt.

### Kanada
Die Regierung Kanadas führte 1917 (während des Ersten) und 1944 (während des Zweiten Weltkriegs) jeweils die Wehrpflicht ein. Beide Male kam es zu innenpolitischen Krisen (Wehrpflichtkrise von 1917 und Wehrpflichtkrise von 1944). Mittlerweile existiert dort die Wehrpflicht nicht mehr.

### Kenia
In Kenia gab es seit der Unabhängigkeit 1963 nie eine Wehrpflicht.

### Kolumbien
In Kolumbien besteht Wehrpflicht für männliche Staatsbürger ab 18 Jahren. Die Dienstdauer ist je nach Waffengattung unterschiedlich. Beim Heer und bei der Luftwaffe beträgt diese 18 Monate, bei der Marine 24 Monate, und bei der Nationalpolizei 12 Monate. Es handelt sich dabei um eine selektive Wehrpflicht, in der Praxis werden hauptsächlich Männer aus sozial schwächeren Schichten eingezogen.
Ende Oktober 2022 wurde im Senat beschlossen, die Wehrpflicht in mittelfristiger Zukunft abzuschaffen, gleichzeitig wurde ein Vorschlag für einen „sozialen Friedensdienst“ angenommen, welcher einen Dienst vorschreibt, aber dabei eine Auswahl aus militärischen und nicht militärischen Dienstformen lässt.

### Kosovo
Der Kosovo hat sich am 17. Februar 2008 für unabhängig erklärt. Die Sicherheitskräfte des Kosovo wurden am 21. Januar 2009 gegründet. Seitdem besteht keine Wehrpflicht.

### Kroatien
Im Oktober 2007 beschloss das kroatische Parlament, dass ab dem 1. Januar 2008 nur noch Freiwillige zur kroatischen Armee einberufen werden.

### Kuba
In Kuba besteht Wehrpflicht, rechtlich wären davon Männer und Frauen betroffen, aber in der Praxis werden nur Männer eingezogen. Der Militärdienst dauert 3 Jahre, darüber hinaus müssen Wehrpflichtige 45 Tage pro Jahr Militärübungen leisten.

### Lettland
Lettland schaffte die Wehrpflicht nach seinem NATO-Beitritt (29. März 2004) ab. Die lettischen Streitkräfte bestanden von 2007 bis 2023 aus Berufssoldaten. Außerdem gibt es eine Nationalgarde (Zemessardze); in dieser dienen Freiwillige.
Der damalige lettische Verteidigungsminister Artis Pabriks (Kabinett Kariņš I) kündigte am 5. Juli 2022 an, 2023 werde eine Wehrpflicht für Männer wiedereingeführt. Kontext ist der russische Überfall auf die Ukraine, der am 24. Februar 2022 begann. Das Parlament Lettlands beschloss am 5. April 2023, den Wehrdienst für Männer von 18 bis 27 von Mitte 2023 an schrittweise wieder einzuführen – zunächst auf freiwilliger Basis und ab 2024 dann verpflichtend.

### Libanon
Im Libanon dauerte der Militärdienst bis 2005 ein Jahr und von 2005 bis 2007 sechs Monate. Die Wehrpflicht wurde 2007 abgeschafft.
Die staatliche Integrität des Libanon war allerdings von 1975 bis 1990 durch einen Bürgerkrieg beeinträchtigt von 1990 bis 2005 besetzten die Nachbarstaaten Syrien und Israel zeitweise den Libanon.

### Liechtenstein
In Liechtenstein wäre eine Wehrpflicht entsprechend der Verfassung des Fürstentums möglich. Allerdings hat Liechtenstein keine Armee, dementsprechend stellt sich die Frage nach einer aktiven Wehrpflicht nicht.

### Litauen
Im März 2015 führte Litauen die Wehrpflicht aufgrund des Russisch-Ukrainischen Kriegs wieder ein, nachdem diese 2008 abgeschafft worden war. Die Dienstzeit beträgt neun Monate, rund 3500 Staatsbürger werden zur Litauischen Armee eingezogen.

### Luxemburg
Luxemburg war ab dem 10. Mai 1940 von Truppen der Wehrmacht besetzt. Ab 1942 wurden einige Jahrgänge zwangsrekrutiert.
In Luxemburg wurde die Wehrpflicht 1944 von der Exilregierung in London beschlossen. Die Stadt Luxemburg wurde am 10. September 1944 von Truppen der US Army befreit.
Die Dauer des Wehrdiensts wurde im Verlauf der Zeit von 12 Monaten auf 9 Monate und zuletzt 6 Monate herabgesetzt. Im Jahre 1967 wurde die Wehrpflicht wieder abgeschafft und die großherzogliche Armee in eine Berufsarmee umgewandelt. Viele Wehrpflichtige taten ihren Dienst als Teile der Besatzungstruppen in Deutschland, dies hauptsächlich in Bitburg.

### Malaysia
In Malaysia wurde die Wehrpflicht 2015 wegen Sparmaßnahmen abgeschafft.

### Malta
In Malta besteht keine Wehrpflicht, es gibt ein kleines Berufsheer.

### Marokko
In Marokko besteht Wehrpflicht für Männer und Frauen für die Dauer von 12 Monaten.
1966 wurde die Wehrpflicht eingeführt, bis 1999 dauerte der Militärdienst 18 Monate, dann wurde dieser auf 12 Monate verkürzt und 2006 abgeschafft. 2018 wurde die Wehrpflicht wiedereingeführt, diesmal für Männer und für Frauen.

### Moldau
In der Republik Moldau besteht eine Wehrpflicht für männliche Staatsbürger ab 18 Jahren. Eine Registrierung der Wehrpflichtigen wird bereits im Alter von 16 Jahren verlangt. Der Militärdienst dauert 12 Monate, es gibt die Möglichkeit einen zwölfmonatigen Ersatzdienst zu leisten. Für Hochschulabsolventen beträgt die Militärdienstdauer 3 Monate, und die Militärersatzdienstdauer 6 Monate. Eine Wehrpflichtabschaffung wird seit Jahren geplant, jedoch immer wieder verschoben.

### Monaco
Monaco hat kein Militär und somit auch keine Wehrpflicht.

### Mongolei
In der Mongolei besteht eine Wehrpflicht für die Dauer von 12 Monaten, diese gilt für alle männlichen Staatsbürger zwischen 18 und 25.

### Montenegro
Montenegro schaffte die Wehrpflicht 2006 ab.

### Namibia
In Namibia beziehungsweise Südwestafrika bestand vom 1. August 1980 bis zur Unabhängigkeit 1990 eine Wehrpflicht für Männer über 18 Jahre. Sie wurden in die South West African Territory Force (SWATF) einberufen und unter anderem zum Kampf gegen ihre eigenen Familien, die teilweise als Freiheitskämpfer der SWAPO (People’s Liberation Army of Namibia) dienten, eingesetzt.
Die Wehrpflicht wurde in die Verfassung Namibias nicht übernommen und somit ist die Namibian Defence Force eine reine Berufsarmee.

### Nicaragua
In Nicaragua gibt es seit 1990 keine Wehrpflicht.

### Niederlande
In den Niederlanden wurde die Wehrpflicht zum 1. Mai 1997 ausgesetzt. Sie wurde nicht offiziell abgeschafft. Seit Januar 2020 gilt die Wehrpflicht auch für Frauen, bleibt allerdings weiter ausgesetzt.

### Niger
In Niger besteht eine selektive Wehrpflicht, ausgewählte Wehrpflichtige müssen 24 Monate lang Militärdienst leisten.

### Nigeria
In Nigeria besteht keine Wehrpflicht.

### Nordkorea
In Nordkorea besteht Wehrpflicht für alle Männer. Die Dienstzeit beträgt zehn Jahre.
Seit 2015 sind auch Frauen in Nordkorea wehrpflichtig. Für sie dauert diese Pflicht fünf Jahre. In den Kasernen gibt es oftmals kein warmes Wasser und zu wenige Toiletten. Auch sexuelle Übergriffe auf die jungen Frauen seitens Vorgesetzter sind keine Seltenheit. Dies wäre theoretisch strafbar, doch wird es meist nicht verfolgt.
Mangelernährung ist ebenfalls häufig der Fall.

### Norwegen
In Norwegen besteht eine Wehrpflicht für Männer und Frauen ab 19 Jahren, die Dienstzeit beträgt zwölf Monate. Jährlich werden etwa 10.000 Wehrpflichtige einberufen. Seit 2009 sind auch Frauen verpflichtet, sich mustern zu lassen, der Wehrdienst blieb vorerst aber freiwillig. Im Oktober 2014 wurde im Parlament eine Gesetzesänderung beschlossen, wonach ab dem Jahr 2015 alle jungen Menschen, egal ob Mann oder Frau, einberufen werden können. Die ersten wehrpflichtigen Frauen wurden im Sommer 2016 einberufen. Laut der damaligen Verteidigungsministerin Ine Eriksen Soreide sei es das Ziel, den Frauenanteil zu steigern; die Gesamtzahl der Soldaten solle gleich bleiben.

### Pakistan
In Pakistan gab es nie eine Wehrpflicht. Freiwilliger Militärdienst ist ab 16 möglich, Kampfeinsätze sind ab 18 möglich.

### Philippinen
Auf den Philippinen wäre eine Wehrpflicht laut der Verfassung grundsätzlich möglich, allerdings hat es bis heute nie einen verpflichtenden Militärdienst gegeben.

### Polen
Im Herbst 2006 beschloss das polnische Parlament, die neunmonatige Wehrpflicht in Polen 2011 auslaufen zu lassen und spätestens 2012 eine reine Berufsarmee einzuführen. Dieser Plan wurde 2008 noch einmal von der Regierung beschleunigt, so dass seit 2010 in der polnischen Armee keine Wehrpflichtigen mehr Dienst tun. Volljährige Männer müssen trotzdem bei der Militärkommission (Komisja wojskowa) erscheinen und sich registrieren lassen, damit diese im Falle eines Krieges einberufen werden können. Dabei erfolgt eine medizinische Untersuchung, nach welcher bestimmt wird, inwiefern man zum Kriegsdienst überhaupt geeignet ist.

### Portugal
Unter Diktator Salazar (ab 1932) gab es in Portugal eine 2-jährige Wehrpflicht. Unter ihm wurden auch Wehrpflichtige in die Kolonialkriege ab 1961 geschickt, was dazu führte, dass viele desertierten oder vor der Einberufung ins Ausland flohen.
In Portugal wurde 1999 beschlossen, die Wehrpflicht auszusetzen, 2004 wurden die letzten Wehrpflichtigen entlassen, seither sind die Portugiesischen Streitkräfte eine reine Berufsarmee.

### Rumänien
Seit 2007 besteht in der rumänischen Armee keine Wehrpflicht in Friedenszeiten mehr. Rumänische Männer müssen sich bei Vollendung des 18. Lebensjahres dennoch melden, da im Falle von Krieg oder Belagerung die Wehrpflicht im Alter von 20 bis 35 wieder eingeführt werden kann. Im Jahr 2002 war die Dauer des Wehrdienstes von zwölf auf acht Monate reduziert worden. Gleichzeitig mussten Universitätsabsolventen nur noch fünf statt bisher sechs Monate leisten.

### Russland
Nach dem Zerfall der Sowjetunion wurde 1993 in Russland die Dienstdauer für Wehrpflichtige auf 18 Monate in der Armee und 2 Jahre in der Marine verkürzt. Bereits 1996 trat aufgrund des Ersten Tschetschenienkriegs ein neues Gesetz in Kraft, nach dem die Dienstdauer in Armee und Marine bis zu 2 Jahre betrug. Ab 1. Januar 2008 wurde die Dienstzeit auf 12 Monate reduziert. Die Verfassung der Russischen Föderation garantiert ein Recht auf Kriegsdienstverweigerung aus Gewissensgründen. Zunächst hatten die Einberufungsbehörden – u. a. wegen des Fehlens von Ausführungsgesetzen – dieses Recht oft ignoriert. Der Dienst als Wehrpflichtiger in den russischen Streitkräften gilt als schwer erträglich bis lebensgefährlich und wird deshalb nach Möglichkeit, auch mithilfe von Korruption, umgangen. Für die in Russland wie anderen Nachfolgestaaten der Sowjetunion in den Reihen des Militärs üblichen Missstände und kriminellen Auswüchse (schikanöse Behandlung, Misshandlungen, Tötungen, echte und vorgetäuschte Selbstmorde) steht seit Jahrzehnten das Stichwort „Dedowschtschina“. Seit 2004 existiert ein Zivildienstgesetz, wonach der Ersatzdienst allerdings mit 21 Monaten fast doppelt so lang ist wie der Militärdienst, grundsätzlich heimatfern und auch als unbewaffneter Dienst in den Streitkräften abgeleistet werden kann. Akademiker müssen nur eine kurze militärische Grundausbildung statt des regulären Wehrdienstes absolvieren. Der Dienst beim sowjetischen Geheimdienst KGB und den paramilitärischen Truppen des sowjetischen Innenministeriums und deren heutigen russischen Nachfolgeorganisationen galt bzw. gilt als Wehrdienst. In Kriegseinsätze werden heute nur noch Freiwillige („Kontraktniki“) geschickt. Diese „Vertragssoldaten“ lassen sich in etwa mit den „freiwillig Längerdienenden“ in der Bundeswehr vergleichen. Im Zuge des völkerrechtswidrigen russischen Überfalls auf die Ukraine wurden zahlreiche Fälle von russischen Wehrdienstleistenden publik, die gegen ihren Willen und teilweise auch ohne ihr Wissen zum Kriegseinsatz gezwungen wurden.
Da sehr viele junge Männer Russland verlassen, um der Wehrpflicht zu entkommen, und dadurch ein Fachkräftemangel entsteht, wurde im April 2022 die Wehrpflicht für IT-Fachkräfte ausgesetzt.
Am 21. September 2022 wurde bekanntgegeben, dass von den rund 25 Millionen Reservisten 300.000 eingezogen werden sollten. Diese Teilmobilmachung ist die erste russische Mobilmachung seit dem Zweiten Weltkrieg. Nachdem dies bekannt wurde, kauften sich viele wehrpflichtige Russen Flugtickets für Flüge in Nachbarländer, der Andrang war so groß, dass viele Flüge kurz darauf um ein Vielfaches teurer oder ausgebucht waren.
Insbesondere nach Finnland und nach Kasachstan reisten sehr viele potentiell betroffene Russen aus, an den Grenzen kam es zu langen Staus. Es gab in mehreren russischen Städten Proteste gegen die Mobilmachung und eine Petition dagegen wurde von über 350.000 Menschen unterschrieben.
Gegen Ende Oktober wurde die Mobilmachung offiziell für beendet erklärt, offiziell heißt es, es wurden 300.000 Reservisten eingezogen. Allerdings gibt es westliche Schätzungen und Hochrechnungen, wonach weitaus mehr Männer eingezogen wurden, auch wird von Experten angenommen, dass die Mobilmachung gar nicht beendet ist, sondern weiter rekrutiert wird. Berichten zufolge gibt es auch Problem insofern, dass betroffene Soldaten ihren Sold nicht erhalten oder keine ordentliche Ausrüstung erhalten, auch wurden angeblich Männer eingezogen, die gar keine Reservisten sind beziehungsweise gar nie militärisch ausgebildet wurden.
Im Dezember 2022 wurden aufgrund des andauernden Angriffskrieges gegen die Ukraine erstmalig auch Frauen eingezogen.
Im Juli 2023 wurde das Alter, bis zu welchem Wehrpflichtige rekrutiert werden können, auf 30 Jahre erhöht, Grund dafür war der andauernde Angriffskrieg auf die Ukraine und der damit verbundene Mangel an Soldaten.

### Schweden
Im März 2017 teilte Verteidigungsminister Peter Hultqvist mit, dass Schweden die Wehrpflicht im Juli 2017 wieder einführen wird. Betroffen sind die Geburtsjahrgänge ab 1999. Von den 13.000 betroffenen Männern und Frauen sollen 4000 abhängig von ihren Fähigkeiten und ihrer Motivation am 1. Juli 2017 den elfmonatigen Wehrdienst antreten. Die Wehrpflicht umfasst also nur ca. 4 % eines Geburtenjahrgangs. Schweden müsse seine militärischen Fähigkeiten ausweiten, weil sich die Sicherheitslage geändert habe. Hintergrund sind Befürchtungen über eine zunehmende Bedrohung durch Russland seit der völkerrechtswidrigen Krim-Annexion, dem Russisch-Ukrainischen Krieg und russischen Militärübungen an der Grenze zum Baltikum.
Die seit 1901 bestehende Wehrpflicht für Männer war 2010 ausgesetzt worden. Auch damals dauerte der Wehrdienst elf Monate; zu ihm wurden 10 bis 15 % eines Jahrgangs eingezogen.
Die Armee war zwischen 2010 und 2017 eine Berufsarmee (= Soldaten auf Zeit und Berufssoldaten auf freiwilliger Basis). Die Truppenstärke betrug 15.000–20.000 Mann.
In Krisenzeiten hatte die schwedische Regierung die Möglichkeit, die allgemeine Wehrpflicht, aus Gründen der Gleichstellung nun auch für Frauen, per Beschluss wieder einzuführen.

### Serbien
In Serbien endete die Wehrpflicht am 31. Dezember 2010. 2009 begann Serbien den Umbau der Streitkräfte Serbiens zu einer Berufsarmee.
2018 wurde debattiert, ob man sie wieder einführen sollte, jedoch wurde dies nicht umgesetzt.
2021 wurde dies erneut vorgeschlagen.

### Singapur
In Singapur besteht Wehrpflicht, dem Gesetz entsprechend gilt diese nicht ausdrücklich nur für Männer, jedoch werden nur Männer eingezogen. Die Dauer des Militärdienstes beträgt 2 Jahre. Es gibt keine Möglichkeit, statt des Militärdienstes einen Ersatzdienst wie beispielsweise einen Zivildienst zu leisten, auch eine Militärdienstverweigerung aus religiösen Gründen ist mit der Begründung, dass Singapur säkular sei und zwar das Recht auf Religionsfreiheit anerkenne, aber niemand wegen seiner Religion bevorteilt werden solle, nicht möglich. Wehrdienstverweigerer werden bei erstmaliger Wehrdienstverweigerung mit bis zu 15 Monaten Haft bestraft, bei erneuter Verweigerung mit bis zu 30 Monaten. Insbesondere Zeugen Jehovas – welche meistens aus Prinzip keine Waffen verwenden wollen – kommen immer wieder wegen Wehrdienstverweigerung ins Gefängnis, was international häufig kritisiert wird. Die Notwendigkeit der Wehrpflicht wird damit begründet, dass Singapur darauf angewiesen sei, um die Stadt beispielsweise gegen Terroristen zu beschützen und wegen der sehr geringen Bevölkerungsanzahl nicht genügend Berufssoldaten finde. Ebenfalls wird häufig kritisiert, dass männliche Staatsbürger von Singapur zwischen 13 und 40 Jahren eine Ausreisegenehmigung vom Regierungsrat der Streitkräfte benötigten; Kritiker sehen hier einen Verstoß gegen das Recht auf Personenfreizügigkeit.

### Slowakei
In der Slowakei wurde die allgemeine Wehrpflicht eineinhalb Jahre nach dem NATO-Beitritt im Jahr 2005 abgeschafft. Im Jahr 2011 verfügte das Militär über 15.000 Soldaten. Das entspricht einem Viertel der Anzahl im Jahr 1993, dem ersten Jahr nach der Auflösung der Tschechoslowakei. Probleme haben die Streitkräfte in der notwendigen Rekrutierung von Fachkräften, wie Juristen oder Ärzten.

### Spanien
In Spanien wurde die Wehrpflicht 2001 abgeschafft, da sie bereits davor sehr unbeliebt bei Jugendlichen und jungen Erwachsenen war. Spanien hatte eine der höchsten Verweigererraten der Welt.

### Sudan
Im Sudan gibt es eine zweijährige Wehrpflicht für alle männlichen Staatsbürger.

### Südafrika
Südafrika hat im August 1994 die Wehrpflicht abgeschafft. Während der Apartheid waren nur weiße männliche Personen ab 16 Jahren wehrpflichtig. Die Dienstzeit umfasste mehrere Jahre und wurde nicht hintereinander abgeleistet, sondern erfolgte mit teils großen Abständen zwischen den Einberufungen. Die Wehrpflichtigen wurden auch für den Dienst in der regulären Polizeitruppe des Landes eingesetzt und stellten zeitweise den Großteil der Polizisten im Lande. Ab 1984 existierte die „End Conscription Campaign“ (Kampagne zur Abschaffung der Wehrpflicht), die ihr Ziel nach den ersten freien und gleichen Wahlen 1994 erreichte. Es wird geschätzt, dass in den 1980er Jahren rund 50.000 südafrikanische (weiße) Jugendliche und junge Männer das Land nur aufgrund der Wehrverpflichtung verließen.

### Südkorea
In Südkorea besteht die Wehrpflicht für alle Männer zwischen 18 und 28 Jahren. Die Dienstzeit beträgt zwei Jahre. Frauen können freiwillig zum aktiven Dienst rekrutiert werden oder als Reservistinnen dienen.

### Syrien
In Syrien besteht Wehrpflicht, diese beträgt regulär je nach Bildungsabschluss entweder 18 oder 21 Monate, im syrischen Bürgerkrieg wurden, aufgrund eines erhöhten Bedarfs an Soldaten, Wehrpflichtige auch nach Beendigung ihrer vorgeschriebenen Dienstzeit nicht entlassen, sondern blieben weiterhin auf unbestimmte Zeit als Soldaten verpflichtet. Dies ist für viele junge Männer ein Grund, Syrien zu verlassen. 2020 hat der Gerichtshof der Europäischen Union festgestellt, dass Wehrpflichtige, weil die Ableistung des Militärdienstes in Syrien sie mit hoher Wahrscheinlichkeit dazu zwingen würde, an Kriegsverbrechen teilzunehmen, ein Recht auf Asyl haben. Wie in den meisten Staaten im Nahen Osten, wo es eine Wehrpflicht gibt, gibt es auch in Syrien keine Möglichkeit einen Ersatzdienst statt des Militärdienstes zu leisten, somit gibt es für syrische Männer keine legale Möglichkeit, keinen Militärdienst leisten zu müssen.
Nach dem Sturz des Assad-Regimes gab der neue Präsident Ahmed al-Sharaa in einem Interview preis, künftig nicht weiter auf die Wehrpflicht zu setzen, sondern eine Armee aus Berufs- und Zeitsoldaten aufzustellen.

### Taiwan
In Taiwan wurde der Wehrdienst 1981 von zweieinhalb bzw. drei Jahren auf zwei Jahre verkürzt, 1991 wurde diese auf 22 Monate verkürzt, zwischen 2004 und 2008 wurden jedes Jahr um 2 Monate verkürzt, und 2013 wurde die Wehrdienstdauer schließlich von einem Jahr auf 4 Monate gekürzt. 
Am 27. Dezember 2022 kündigte die Regierung Taiwans an, den Wehrdienst wegen der zunehmenden Bedrohung durch die Volksrepublik China ab Januar 2024 auf ein Jahr zu verlängern.

### Tansania
In Tansania besteht keine Wehrpflicht.

### Thailand
In Thailand besteht Wehrpflicht für alle männlichen Staatsbürger ab 21 Jahren. Allerdings werden nicht alle eingezogen. Wehrpflichtige müssen ein Glücksspiel durchlaufen, indem sie einen Streifen ziehen, ein roter Streifen bedeutet, dass sie 2 Jahre Militärdienst leisten müssen, ein schwarzer Streifen bedeutet, dass sie befreit sind. Allerdings ist es auch möglich, sich stattdessen freiwillig für 6 Monate Militärdienst zu melden, ohne sich dem Losverfahren zu unterziehen. Es ist geplant, bis 2024 die Armee zu verkleinern und weniger Wehrpflichtige einzusetzen.

### Tschechien
Auf dem Gebiet des heutigen Tschechiens bestand etwa 140 Jahre lang eine Wehrpflicht. In der Tschechoslowakei dauerte sie zwei bis zweieinhalb Jahre. Nach 1989 wurde sie stufenweise auf ein Jahr reduziert. Nachdem Tschechien 1999 der NATO beitrat, wurde ein Prozess der Modernisierung der tschechischen Armee eingeleitet, 2004 wurde die Wehrpflicht schließlich abgeschafft, seither hat Tschechien eine Berufsarmee.

### Türkei
Der Wehr- bzw. sogenannte Vaterlandsdienst (vatan hizmeti) ist laut Art. 72 der türkischen Verfassung in Verbindung mit Art. 1 des Wehrdienstgesetzes (Gesetz Nr. 1111 vom 21. Juni 1927) Recht und insbesondere Pflicht jedes männlichen Staatsbürgers. Die Möglichkeit einer Verweigerung des Militärdienstes aus Gewissens- oder religiösen Gründen ist nicht vorgesehen, vgl. Art. 45 MilitärStGB (Gesetz Nr. 1632 vom 22. Mai 1930). Bereits abgeleisteter Wehr- oder Zivildienst, etwa vor einer Einbürgerung, wird seit 1993 mit dem Ministerratsbeschluss 93/4613 anerkannt.
Nach Art. 2 des Wehrdienstgesetzes beginnt die Wehrpflicht am 1. Januar des Jahres, in dem in das 20. Lebensjahr eingetreten wird (Geburtsjahr plus 19). Studierende können, je nach angestrebtem Abschluss, einen Aufschub bis zum 32. Lebensjahr beantragen. Die Wehrpflicht endet mit Beginn des Jahres, in dem in das 41. Lebensjahr eingetreten wird (Geburtsjahr plus 40). Geschwister bzw. Kinder von im Dienst getöteten Soldaten sind nicht wehrpflichtig.
Von 2014 bis 2019 dauerte der Wehrdienst in der Türkei 12 Monate. Hochschulabsolventen dienten nur 6 Monate.
Für türkische Staatsbürger, die im Ausland leben und dort länger als drei Jahre (1095 Tage) berufstätig waren, besteht die Möglichkeit, den Militärdienst durch eine einmalige Zahlung von 1.000 Euro zu vermeiden.
2019 wurde der Militärdienst in der Türkei generell auf 6 Monate verkürzt. Dafür wird die Anzahl der Berufssoldaten erhöht, laut dem türkischen Präsidenten Erdoğan plane man mittelfristig auf eine Berufsarmee umzusteigen.
Die Türkei ist der letzte europäische Staat mit aktiver Wehrpflicht, welcher keinen Wehrersatzdienst vorsieht.

### Ukraine
Der Wehrdienst ist in der Ukraine gesetzlich geregelt und setzte mit Vollendung des 16. Lebensjahrs ein. Der Wehrdienst (gesetzliche Pflicht) dauert insgesamt neun Monate. Am 1. Februar 2022, kurz bevor das russische Militär in die Ukraine einmarschierte, wurde bekanntgegeben, dass die allgemeine Wehrpflicht für ukrainische Staatsbürger mit 1. Januar 2024 abgeschafft und die Armee in eine Berufsarmee verwandelt werden sollte.
Seit Beginn des Angriffskrieges von Russland auf die Ukraine werden zahlreiche Männer für die ukrainische Armee zwangsrekrutiert, Männer zwischen 18 und 60 Jahren dürfen das Land nicht verlassen. Ausnahmen gelten für Männer, die mehr als drei Kinder unter 18 Jahren finanziell versorgen, Alleinerziehende mit Kindern unter 18 Jahren, oder Männer, die die Verantwortung für ein behindertes Kind tragen.
Seit April 2024 können ukrainische Wehrpflichtige zum Kampfeinsatz verpflichtet werden, wenn sie 25 Jahre alt sind. Zuvor galt dafür ein Mindestalter von 27 Jahren. Mit der Reform der Wehrpflicht im Jahr 2024 war angedacht, den Wehrdienst auf 36 Monate zu beschränken. Dies wurde jedoch nicht umgesetzt. Seit 2024 erfolgt die Einberufung laut Gesetz online. Wer sich auf die Einberufung nicht meldet, dem kann der Staat seit dem Inkrafttreten der Wehrpflichtreform den Führerschein und das Bankkonto sperren. Seit der Reform sind bestimmte chronische Erkrankungen kein Ausschlusskriterium für den Dienst an der Waffe.

### Ungarn
In Ungarn wurde die allgemeine Wehrpflicht im Jahr 2004 136 Jahre nach ihrer Einführung abgeschafft. In den Jahren zuvor waren bereits immer weniger der Wehrpflichtigen eingezogen worden.
Während dies 1990 noch 77.000 pro Jahr waren, so waren es am Ende nur noch 6000 pro Jahr. Gegen Ende wurde die Wehrpflicht als immer nutzloser angesehen und war unter den Betroffenen verhasst.

### USA

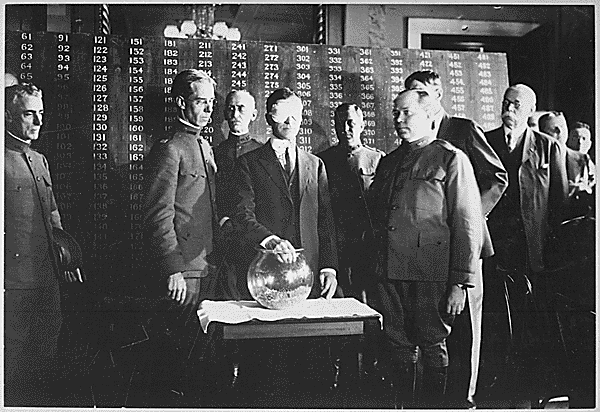
Draft lottery während des Ersten Weltkriegs. Kriegsminister Baker zieht Kapseln mit Nummern aus einer Urne.

Die historische gewachsene Grundform des Wehrdienstes und damit der Wehrpflicht in den Vereinigten Staaten ist die Miliz. Bereits mit Beginn der Besiedlung in der kolonialen Zeit wurden lokale Milizen aufgeboten, um die neuen Siedlungen gegen Indianer zu verteidigen, auf deren Boden man diese Siedlungen errichtete. Die Siedler mussten die Miliz stellen und waren der Milizpflicht unterworfen. Für größere Feldzüge griff man auf Freiwillige zurück, die nur für den Feldzug angeworben wurden. Diese Mischung aus freiwilliger Miliz ergänzt durch Milizpflichtige auf Ebene der Einzelstaaten war die bestimmende Wehrform bis zur Mitte des 19. Jahrhunderts und existiert mit der Nationalgarde, Staatsgarde und Reservemiliz noch heute.

#### Wehrpflicht auf Bundesebene
Erstmals wurde im Sezessionskrieg sowohl von den Vereinigten Staaten 1863 als auch von Konföderierte Staaten von Amerika 1862 eine bundesweite Wehrpflicht eingeführt, da die Truppenstellungen der Einzelstaaten nicht mehr ausreichten. Die Einführung der Wehrpflicht in den Nordstaaten löste im Juli 1863 die Draft Riots in New York City aus. Unmut erregte die Möglichkeit, sich vom Wehrdienst freizukaufen oder einen Ersatzmann zu stellen.
Als sich zu Beginn des Eintritts der USA in den Ersten Weltkrieg (Kriegserklärung am 6. April 1917) zu wenige Freiwillige für die US-Streitkräfte meldeten, wurde mit dem Selective Service Act of 1917 (in Kraft getreten am 18. Mai) die zweite Wehrpflicht auf Bundesebene eingeführt. Ersatzgestellung oder Freikauf waren nicht möglich. Von den 24 Millionen wehrpflichtigen Männern wurden drei Millionen von den Streitkräften eingezogen. Mit Ende des Krieges 1918 wurde die Wehrpflicht abgeschafft.
In den USA wurde am 16. September 1940 die dritte Wehrpflicht eingeführt. Vorbereitungen dazu gab es bereits in den 1920er Jahren. Sie war die erste Wehrpflicht auf Bundesebene in Friedenszeiten. Sie lief nach dem Zweiten Weltkrieg 1947 aus, wurde im beginnenden Kalten Krieg 1948 wieder eingeführt und 1973 erneut abgeschafft. Zuvor wurden Wehrpflichtige auch in großem Umfang in Kriegen eingesetzt, zuletzt im Vietnamkrieg. In diesem Selective Service System wurde nie besonders großer Wert auf Wehrgerechtigkeit gelegt, auch wegen eines Überangebots an Wehrpflichtigen. So wurde in den Jahren zwischen Korea- und Vietnamkrieg nur ein Bruchteil der wehrpflichtigen Bevölkerung eingezogen; die Dienstzeit betrug zwei Jahre.
Am 1. Dezember 1969 wurden vom „Selektiven Wehrdienstsystem“ der Vereinigten Staaten zwei Lotterieziehungen, die sogenannten „Draft Lotteries“, durchgeführt, um die Reihenfolge der jungen Wehrdienstpflichtigen festzulegen, die im Rahmen des Vietnamkonflikts den Dienst an der Waffe antreten mussten. Hierbei waren alle wehrpflichtigen Männer der Jahrgänge von 1944 bis 1950 betroffen und festgelegt wurden die Rekruten der Einberufungsjahrgänge 04/1969 und 1970. Durch das Ziehen der Geburtsdaten der Wehrpflichtigen, die auf blaue Kunststoffkarten gedruckt wurden, ergab sich die Reihenfolge der Einberufung. Diese Ziehung wurde 1942 nach einem anderen Prinzip durchgeführt („oldest man first“) und ist bis heute einzigartig in der Geschichte der Wehrpflicht der Vereinigten Staaten.
Alle männlichen Einwohner zwischen 18 und 25 Jahren mussten sich bei der Wehrerfassungsbehörde registrieren („Selective Service System“), auch Ausländer. Zu Kriegszeiten durften einberufene Ausländer zwar den Dienst verweigern, verloren dadurch aber die Möglichkeit einer Einbürgerung auf Lebenszeit. Seit 1980 müssen junge Männer sich immer noch registrieren, werden aber nicht mehr einberufen. Eine Einberufung ist nur noch für den Fall einer „nationalen Krise“ vorgesehen. Seit 1986 wird auch die Unterlassung dieser Registrierung nicht mehr strafrechtlich verfolgt; mittlerweile liefern die Bundesstaaten die entsprechenden Daten aus den Führerscheinregistern.

#### Milizpflicht der Bundesstaaten
Neben der Wehrpflicht für die Bundesstreitkräfte kennt die US-amerikanische Gesetzgebung heute immer noch die Milizpflicht. Während die Nationalgarde und die Staatsgarden inzwischen grundsätzlich aus Freiwilligen bestehen, gehören zur nichtorganisierten Miliz (englisch unorganized Militia) oder Reservemiliz alle männliche US-Amerikaner oder Ausländer mit Einbürgerungsabsicht vom 17. bis 45. Lebensjahr sowie weibliche Angehörige der Nationalgarde. Die Aktivierung der unorganisierten Miliz unterliegt der Regelung der Einzelstaaten. Sie ist unterschiedlich geregelt und meist auf Kriegsfall und Notlagen beschränkt. Die Angehörigen können dann als Verstärkung für die Staatsgarde oder die Polizei herangezogen werden, wenn sie nicht in den aktiven Streitkräften dienen oder einer sonstigen Ausnahme unterliegen. Vorbereitungen zu einer Mobilmachung gibt es nur selten. 

### Venezuela
In Venezuela besteht Wehrpflicht für männliche Staatsbürger, der Militärdienst dauert 2 Jahre.

### Vereinigtes Königreich
Im Vereinigten Königreich wurde die Wehrpflicht während der beiden Weltkriege eingeführt. In den ersten beiden Kriegsjahren des Ersten Weltkrieges ging man noch von ausreichend Freiwilligen aus, bis man die Wehrpflicht 1916 in England, Schottland und Wales, sowie im August 1918 in Irland (wo sie jedoch nie angewandt wurde) einführte. Nachdem sie bei Kriegsende 1918 wieder abgeschafft worden war, führte der Ausbruch des Zweiten Weltkrieges 1939 zur Wiedereinführung, wobei ein Teil der Wehrpflichtigen, die sogenannten Bevin Boys, zur Arbeit in Kohlebergwerken verpflichtet wurde. Diesmal wurde die Wehrpflicht nach Kriegsende beibehalten, aber ab dem 1. Januar 1949 als National Service.
Am 17. November 1960 setzte das Kabinett Macmillan einen Kabinettsbeschluss von 1957 um und schaffte die allgemeine Wehrpflicht ab.

### Vietnam
In Vietnam besteht Wehrpflicht für männliche Staatsbürger, die Dienstdauer beträgt im Heer und der Luftverteidigung 2 Jahren, in der Marine und der Luftwaffe beträgt sie 3 Jahre.

### Zypern
In Zypern besteht Wehrpflicht. Die Dauer des Wehrdienstes in der Nationalgarde betrug früher 26 Monate. Er wurde auf 14 Monate verkürzt; Wehrübungen von 1–2 Tagen pro Jahr sind üblich. Auch nach 1960 geborene Männer „zyprischer Herkunft“ ohne Staatsangehörigkeit sind wie alle gesunden Männer von 16 bis 50 wehrpflichtig. Ein Ersatzdienst wurde eingeführt. Zyprioten zwischen 15 und 26 Jahren brauchen für Auslandsreisen ein Ausreisevisum.

In der Armee der international nicht anerkannten Republik Nordzypern beträgt die Dauer des Wehrdienstes 24 Monate.